# Louis-Pierre-Marie-François Baour-Lormian

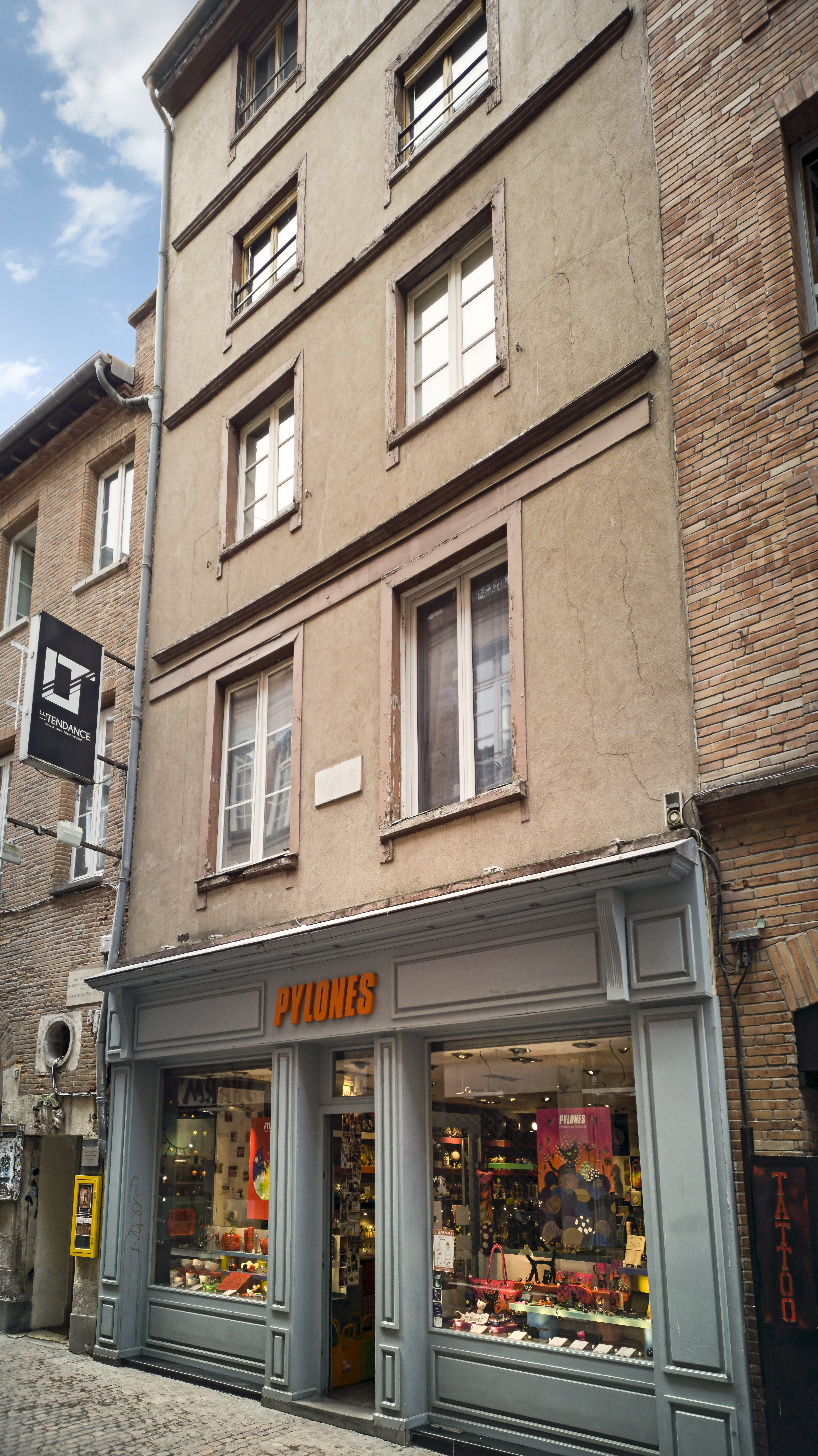
Geburtsort von Pierre Baour-Lormian.

Louis-Pierre-Marie-François Baour-Lormian (* 24. März 1770 in Toulouse; † 18. September 1854 in Paris) war ein französischer Dichter. Sein Todestag ist nicht gesichert, so geben manche Quellen den 18. Dezember 1854 oder den 28. Dezember 1854 an.

## Leben
Baour-Lormian war der Sohn eines Druckers. So lernte er früh Büchern, Briefe und andere Schriften kennen. Er verfasste selbst einige Verse, wie die Satires toulousaines beschäftigte sich mit Übersetzungen. Bekannt ist eine Versübersetzung von Torquato Tassos Werk La Gerusalemme liberata (1575), die unter dem Titel La Jérusalem délivrée (Befreites Jerusalem) geduckt wurde. Er kam nach Paris, wo seine ersten poetischen Essays mit Wohlwollen aufgenommen wurden. Dabei bewegte er sich mit seinen Texten zwischen der klassischen Tradition literarischer Prinzipien und verband diese mit modernen Themen. Er ließ sich in Paris nieder und machte sich durch seine Satiren und Epigramme bald einen Namen. 1801 veröffentlichte er seine Übersetzung von James Macphersons Ossian, barde du troisième siècle: poésies galliques en vers français, eine Übersetzung in Versen, die den Ossianismus in Mode brachte.
1807 wurde seine Tragödie Omasis, ou Joseph en Égypte aufgeführt, nach Marie-Joseph Chéniers Urteil ein „frostiges Werk“, welches seinen Erfolg nur dem guten Stil und einigen Rührstellen verdankte; dagegen fiel Mahomet II. (1811) beim Publikum vollständig durch. Im Jahr 1810 brachte er anlässlich der Heirat Napoleons I. mit Marie-Louise die Fêtes de l’hymen, mariage de Nap. et de Marie Louise heraus und später ein Gedicht in vier Liedern mit dem Titel l’Atlantide ou le éant de la montagjie.
1815 wurde er Mitglied der Académie française. Dort galt er als Kämpfer für den Klassizismus, der sich voller Hass gegen die Romantik stellte. Seine eigenen Tragödien blieben erfolglos, was seinen Ärger verstärkte. In seiner Comedie Le classique et le romantique und der geschmacklosen Satire Canon d’alarme beschimpfte und beleidigte er die Romantiker. Gemeinsam mit sechs anderen verfasste er Petition, die sie an König Karl X. richteten, um die Romantik aus dem Théâtre français zu verbannen. Doch der König lehnte es ab über literarische Werke zu urteilen.

## Werke (Auswahl)
Übersetzungen
- Jérusalem délivrée 1795.
- Poésies d’Ossian 1801.

Gedichte, Epen, Theaterstücke und Balladen
- Omasis; ou, Joseph en Égypte, tragédie en cinq actes et en vers. 3. Auflage, Delavigne, Paris 1810 (archive.org).
- Veillées poétiques et morales, suivies des plus beaux fragmens d’ Young en vers français. 1811, in Edward Youngs Manier.
- Mahomet II. 1811.
- Ode sur le mariage du Duc de Berry 1816.
- der Roman Duranti, premier président du parlement de Toulouse, ou la Ligue en province. 4 Bände, 1828.
- Légendes Ballades et Fabliaux 1829.

Als letztes und bestes Werk gilt die poetische Übersetzung des Buches Hiob (Le Livre de Job), die er vollendete, als er schon blind war.